# Vicente Botti
Vicente Juan Botti Navarro es un investigador español especializado en el campo de la inteligencia artificial. Actualmente se desempeña como Director en VRAIN - Instituto Valenciano de Investigación en Inteligencia Artificial y como director general en valgrAI - Escuela de Posgrado Valenciana y Red de Investigación en Inteligencia Artificial. Además, es Profesor Titular en la Universitat Politècnica de València (UPV), dónde también ha ocupado diversas posiciones de liderazgo, como Vicerrector de Desarrollo de Tecnologías de la Información y Comunicación y director de varios departamentos y escuelas.
Botti es reconocido como un pionero en España y Europa en áreas como la Inteligencia Artificial, los Sistemas Multiagente y las Tecnologías de Acuerdo. Ha contribuido significativamente al avance de estas tecnologías, centrándose en áreas como Inteligencia Artificial, Sistemas Inteligentes de Manufactura, Sistemas Multiagente, Agentes Inteligentes en Tiempo Real, tecnologías de acuerdo y computación Afectiva.

## Contribución
Entre sus contribuciones más destacadas se encuentran la Metodología Multiagente para Sistemas de Manufactura Holónicos (ANEMONA), la Arquitectura de Agentes Inteligentes en Tiempo Real (ARTIS), la Arquitectura para Organizaciones Virtuales (THOMAS), los Sistemas Multiagente Normativos (MaNEA), las Metodologías Orientadas a la Organización para Sistemas Multiagente Abiertos (ROMAS), los Métodos de Argumentación Automatizados, los Sistemas Centrados en el Humano y los Modelos de Simulación Basados en Agentes de Organizaciones Humanas Basados en Agentes Realistas (REALISMO).
Además de su labor investigativa, Botti ha sido activo en la enseñanza, dirigiendo el Grupo de Tecnología Informática - Inteligencia Artificial (GTI-IA) en la UPV y contribuyendo al desarrollo de los planes de estudio de Informática en España. También ha participado en conferencias internacionales y ha sido miembro de comités editoriales de revistas especializadas.

## Premios y reconocimientos
Botti ha sido reconocido con varios premios, incluyendo el Premio Nacional de Informática José García Santesmases (2018), el Reconocimiento AEPIA a una Trayectoria Científica en IA (2005) y el título de Fellow de la European Association of Artificial Intelligence (2017).
En cuanto a reconocimientos, ha recibido el Sapiens Award de la Asociación de Informática de la Comunidad Valenciana (2019), el Premio Nacional de Informática de la Sociedad Científica de Informática de España (2018), el título de Fellow de la Asociación Europea de Inteligencia Artificial (2017), el Premio del Consejo Social de la UPV al mejor Investigador (2008) y el título de Fellow de la Asociación Española de Inteligencia Artificial (2005).
- Datos: Q102403573